# Švejkovská topinka
Švejkovská topinka, někdy zvaná topinka „Švejk“, je klasická topinka, čili opečený krajíc chleba, potřená česnekem, obložená plátkem šunky, volským okem, nakládanou okurkou a nastrouhaným sýrem a ozdobená např. kapií. Švejkovská topinka je oblíbená a v restauracích jako teplý předkrm nabízená v severních a středních Čechách, ale i jinde po České republice. Recept se může podle kraje lišit, lze se setkat s variantami, kde je přidán například restovaný bůček, topinku lze pomazat například taveným sýrem nebo kečupem, šunku lze nahradit salámem podle chuti, a dozdobit lze například čerstvou cibulkou.